# Molècula homonuclear
Les molècules –o espècies– homonuclears estan compostes només per un element. Poden consistir en diversos àtoms, segons les propietats de l'element, i alguns d'aquests poden posseir diversos al·lòtrops.
Els gasos nobles constitueixen casos excepcionals de molècules d'un sol àtom (monoatòmiques) pel fet que rarament formen enllaços. Com a corroboració de la similitud de propietats dels elements, componen el grup 18 de la taula periòdica. No obstant això, la majoria de les molècules homonuclears són diatòmiques: hidrogen (H₂), oxigen (O₂), nitrogen (N₂) i tots els halògens. Tot i això, no totes les molècules diatòmiques són homonuclears.
També existeixen molècules homonuclears de més de dos àtoms. Per exemple, l'oxigen, a més de la seva molècula diatòmica, també constitueix la molècula triatòmica homonuclear ozó (O₃). Així mateix, existeixen molècules tetratòmiques: arsènic (As₄) i fòsfor (P₄). El sofre té tres variacions moleculars homonucleares: diatòmica (S2), hexatòmica (S6) i octatòmica (S₈), encara que les dues primeres són rares. L'element carboni es caracteritza per constituir diverses molècules homonuclears, entre les quals destaca el buckminsterfullerè o buckybola (C60).